# Yunus (sultano)
Yunus (... – 1425), è stato primo sovrano di quello che sarebbe divenuto il sultanato di Agadez.

## Biografia
Yunus venne scelto nel 1405 come sovrano dalle tribù tuareg che si erano insediate nel massiccio dell'Aïr. Sicuramente di origini berbere, era però estraneo alle tribù insediate, perché il nuovo sovrano avrebbe dovuto fare da arbitro e paciere tra le varie fazioni locali.
Le cronache riportano diverse origini per il sovrano: viene riportato come figlio di Tagag Tahannazaneit, della famiglia degli Aghaini e dei Ta'azarete. Alcune cronache e tradizioni, meno attendibili dal punto di vista storico, attribuiscono al sovrano origini più esotiche: alcuni rappresentanti delle tribù si sarebbero recati a Costantinopoli nei primi anni del XV secolo per domandare al sovrano locale uno dei suoi figli come proprio sultano. Le varie versioni differiscono poiché la città all'epoca era ancora sotto controllo dei bizantini e non degli ottomani e quindi a seconda delle versioni Yunus sarebbe stato figlio di una schiava nera di un "Sultano di Istanbul", od addirittura figlio di un basileus bizantino.
Yunus regnò dalla città di Tadeliza, prima capitale del sultanato che sarebbe diventato nel corso del XV secolo di Agadez. Con la sua elezione iniziò la tradizione di obbligare il sovrano in carica a sposare solo donne nere per non legarsi troppo ad una delle tribù bianche tuareg del sultanato.
Il suo regno durò circa vent'anni, riuscendo a pacificare le tribù residenti nella zona dell'Aïr, ottenendone formale sottomissione e tributi. Alla sua morte, avvenuta nel 1425 circa, gli succedettero i figli della sorella.